# Животноводство в Азербайджане
Животноводство в Азербайджане развито, в частности, в горных районах: Горно-Ширванский и Кельбаджар-Лачинский экономические районы.

## История
Животноводство Архивная копия от 22 июля 2018 на Wayback Machine является одной из отраслей хозяйства Азербайджана с древних времен. Во времена Азербайджанской ССР произошел застой в развитии животноводства. Перелом произошел после прихода Гейдара Алиева к власти. В Азербайджан завезли породы из Украины, Белоруссии, РСФСР. Все породы были обеспечены нужным количеством корма. Государство принимало меры для перехода животноводства на промышленную основу. В 1972 году удой молока от буйволицы повысился на 178 литров и достиг отметки 1032 литров. Поголовье крупного рогатого скота достигло 714.5 тысяч, а овец — 2725.1 тысяч. Общая кормовая база животноводства была укреплена за счет увеличения площади клеверных полей. В 70х года постепенно повышался уровень механизации в животноводческих фермах. В 1975 году в Сальяне начало функционировать межколхозное объединение по откармливанию скота. ЦК КП Азербайджана и Совет Министров Республики приняли постановление «О строительстве в 1976—1980 годах в республике государственных и межхозяйственных животноводческих комплексов и птицефабрик». Птицефабрики были открыты в Нахчиване, Габале, Шамахе и Агдаше.
Молочные комплексы функционировали на Абшероне, в Хачмазе, Шеки, Бейлагане. На Абшероне также были введены в действие комплексы по откармливанию свиней.
За 1969—1981 годы общая продукция животноводства возросла в 2.1 раза, число крупного рогатого скота выросло на 18,5 %.
Начиная с 90х годов производство крупного рогатого скота сокращалось по причине того, что оно управлялось в централизованном порядке. После совещаний колхозов и совхозов было решено приватизировать животноводство. С 1995 года стала создаваться нормативная база приватизации. Были приняты такие законы, как «Земельный кодекс» и «О крестьянских (фермерских) хозяйствах», «О реформировании совхозов и колхозов». В реформах, проводимых с 1996 года соблюдался принцип социальной справедливости. Были созданы отделы сельского хозяйства в структурах исполнительных властей городов и районов. В стране были созданы общества птицеводов, животноводов, охраны животных, пчеловодов и др. с целью решения проблем предпринимателей.

## Статистика
Около 98 % продукции сельского хозяйства производится на фермерских хозяйствах.
Годовая производительность 39 птицефабрик — 55000 тонн птицы и 248.5 миллионов яиц. Также здесь действует 1 коммерческий и 9 бройлерных заводов. Производство птицы в 2014 годы составило 99.4 тысячи тонн, а яиц — 1562.7 миллионов.
Количество пчел в Азербайджане достигло 238 тысяч, в 2020 году ожидается возрастание этой цифры до 310 тысяч. Доля Азербайджана в растениеводстве, образующем нектар, на Южном Кавказе составила 61 %.
Средняя молочная продуктивность кавказского бурого скота в Азербайджане составляет 2100—2600 кг.
Карабахские и Градолакские овцы очень молоды, в среднем на 100 голов овец рождается 120—130 ягнят.

## Районы развития
45 % производства мяса в Азербайджане и более половины общей продукции животноводства падает на долю скотоводства. В основном в стране развито разведение крупного рогатого скота. В Лерике и Ярдымлы разводят мясо-молочные зебу, а Шеки-Загатальском районе — буйволов. Коровы и буйволы составляют 70 % скота. Горный меринос, Гала, Гарабаг, Балбас — породы овец, разводимых в горных и предгорных районах.
В Баку, Гяндже и Нахичевани функционирую крупные птицефабрики. В альпийский и полу альпийских лугах развито пчеловодство.